# BAT99-116
BAT99-116 (Melnick 34, Mk 34) — массивная яркая звезда Вольфа — Райе вблизи скопления R136 в туманности Тарантул в Большом Магеллановом Облаке.

## Физические характеристики

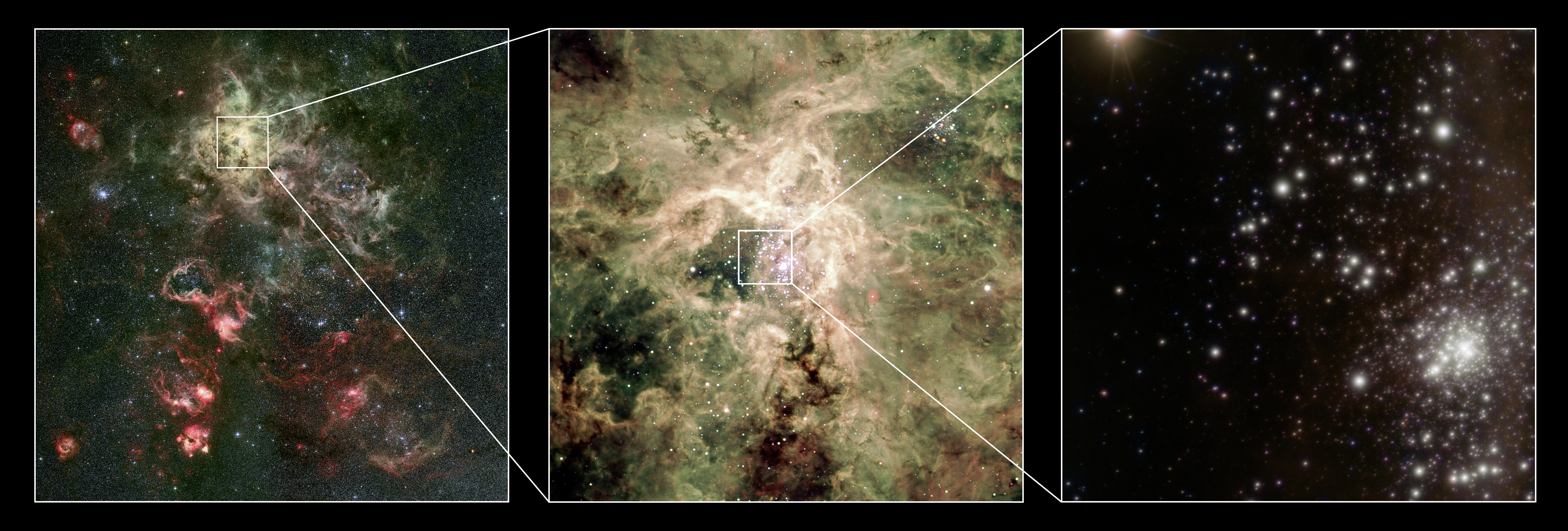
Область NGC 2070. Mk34 является яркой отдельной звездой слева от скопления R136 на правой панели.

Mk34 — звезда Вольфа-Райе с температурой поверхности более 50 000 K. По оценкам масса звезды в момент рождения составляла около 275 {\displaystyle M_{\odot }}. Обладает мощным звёздным ветром и, несмотря на молодой возраст, высветила значительную долю изначальной массы. Высокая светимость в рентгеновском диапазоне и некоторые колебания лучевой скорости указывают на возможное наличие  второго горячего компонента, поэтому оценки температуры, массы  и светимости звезды имеют значительную неопределенность.

## Эволюция
В ядре Mk34 происходит горение водорода, хотя в спектре звезды наблюдаются сильные эмиссионные линии гелия и азота вследствие конвекционного переноса продуктов синтеза из ядра к поверхности.  Ожидается, что в скором времени звезда превратится в не содержащую водорода звезду Вольфа-Райе, в течение некоторого времени являясь голубым гипергигантом и яркой голубой переменной. Постепенно звезда потеряет всё больше внешних слоёв, став WO-звездой с температурой около 200 000 K перед коллапсом, вспышкой сверхновой типа Ic, оставляющей после вспышки чёрную дыру.